# 제이컵 로플랜드
제이컵 로플랜드(Jacob Lofland, 1996년 7월 30일 ~ )는 미국의 배우이다.

## 출연 작품
- 리틀 액시던트 - 오웬 역
- 메이즈 러너: 스코치 트라이얼 - 아리스 역
- 프리 스테이트 - 다니엘 역
- 메이즈 러너: 데스 큐어 - 아리스 역
- 고 노스
- 더 선
- 조커: 폴리 아 되 - 리키 멜린 역